# Куваев, Александр Александрович
Александр Александрович Куваев (род. 28 апреля 1951, Лапшинка, Московская область) — советский и российский партийный и политический деятель. Депутат Государственной Думы II, III и IV созывов. В Госдуме II и III созывов — член фракции КПРФ, в IV созыве — член фракции «Справедливая Россия». После окончания депутатских полномочий безуспешно пытался избраться в Московскую городскую Думу (2009) и в Совет депутатов муниципального района Лосиноостровский (2017).

## Биография
В 1973 году получил высшее образование по специальности «авиационные двигатели; инженер-механик» окончив Московский авиационный технологический институт им. К. Э. Циолковского. В 1989 году прошёл переподготовку по специальности «политолог» в Московской высшей партийной школе.
С 1973 по 1976 год, после окончания ВУЗа, работал на Московском машиностроительном заводе «Союз» инженером-механиком, старшим инженером-технологом, инженером-конструктором. С 1976 по 1983 год работал в Ленинском районном комитете ВЛКСМ г. Москвы в должности заведующего отдела агитации и пропаганды, секретарём райкома. С 1983 по 1991 год работал в Ленинском районном комитете КПСС г. Москвы в должности заместителя заведующего отделом организационно-партийной работы, был секретарём, первым секретарём райкома. С 1991 по 1995 год работал в Российской муниципальной ассоциации генеральным директором.
С 1995 по 1999 год — депутат Государственной Думы II созыва, член комитета Госдумы по вопросам местного самоуправления, член фракции КПРФ. С 1999 по 2003 год — депутат Государственной Думы III созыва, член комитета Госдумы по экономической политике и предпринимательству, член комитета по этике, член комиссии по проблемам устойчивого развития, член фракции КПРФ. С 2003 по 2007 год — депутат Государственной Думы IV созыва, член комитета Госдумы по экономической политике, предпринимательству и туризму. В Госдуму IV созыва был избран по спискам КПРФ, в 2004 был избран первым секретарём Московского горкома КПРФ, однако уже летом 2004 года был снят с должности, после чего перешёл во фракцию «Справедливая Россия» — «Родина», позже преобразовавшуюся во фракцию «Справедливая Россия».
В 2004 году Куваев был исключён из КПРФ в связи с его участием в создании и вхождении в руководство Всероссийской коммунистической партии будущего.
В 2009 году баллотировался в депутаты Московской городской думы от партии «Справедливая Россия» в статусе советника председателя партии, выборы проиграл набрав 9 715 голосов избирателей, в то время как победитель — Стебенкова Людмила Васильевна (выдвигалась от «Единой России») набрала 91 919 голосов избирателей.
В 2017 году А. А. Куваев баллотировался в муниципальные депутаты района Лосиноостровский г. Москвы от партии Коммунистическая партия коммунисты России, выдвигался в статусе пенсионера. По итогам голосования выборы проиграл, набрав 317 голосов избирателей.

## Награды
- Медаль «За трудовое отличие»
- Медаль «В память 850-летия Москвы»
- Почетная грамота Государственной Думы ФС РФ[15]